# Ваздухопловни савез Југославије
Ваздухопловни савез Југославије (ВСЈ) основан је 25. априла 1948. у Београду у присуству представника 32 вазухопловне организације и предстравника иницијалних одбора републичких и покрајинских ваздухопловних савеза. Они су представљали 7207 чланова који су деловали на 11 спортских аеродрома, у 60 моделарских школа и радионица, 8 радионица за ремонт ваздухопловне технике, у Савезној пилотској школи (Рума) и Једриличарском центру (Вршац). Све те организације располагале су тада са 19 авиона, 70 једрилица, 35 падобрана и 10 аутовитала.
Непосредно пре ослобођења, у Земуну је 1944. формирана прва ваздухопловна организација. Од 1945. оснивају се ваздухопловни кружоци и групе, који касније прерастају у ваздухопловна друштва и центре за обуку ваздухопловних кадрова свих профила. У марту 1945. Команда ратног ваздухопловства оснива Једриличарски центар у Вршцу, а у априлу почиње настава за прву класу наставника једриличарства. Први аеро-клубови почињу да делујуу оквиру Комисије за технику и спорт, почетком 1946 (касније Народна техника). У 1947. у Загребу се отвара Савезна пилотска школа, у Рибници почиње да делује Једриличарски центар, а у фабрици Утва израђује се прва серија школских једрилица. Те акције су омогућавале и организовање првих такмичења за Првенство Југославије у једриличарству и моделарству те излажење часописа Наша крила.
После оснивачке скупштине (1948), ВСЈ делује као масовна, друштвена, спортско-техничка организација за развој и унапређење ваздухопловног спорта, ваздухопловног васпитања, образовања и пропаганду свих облика ваздухопловне делатности и космонаутике. У ВСЈ су удружени републички и покрајински ваздухопловни савези те организације и институције које се баве ваздухопловним спортом и ширење ваздухопловне технике и културе уопште. Основне делатности ВСЈ су моторно летење, једриличарство, падобранство, ваздухопловно и ракетно моделарство и ваздухопловно васпитање омладине. ВСЈ је имао и посебну улогу остваривању одређених задатака за ратно ваздухопловство и противваздушну одбрану и у систему општенародне одбране.
Године 1950. обнавља своје чланство у ФАИ, једногласно је примљен зачлан на 43. генералној конференцији одржаној у Стокхолму, а исте године постаје и члан Међународне научне и техничке једриличарске организације (фр. Organisation scientifique et technique  internationale de vol à voile) — ОСТИВ.
Непосредно после првог конгреса ВСЈ 20—23. марта 1953, Савез се осамостаљује и престаје бити члан Народне технике и оснива Савез мале авијације, а 1955. Селенитски покрет. Тиме се остварују услови за рад са децом у основним школама. Поред моделарства деца се баве космонаутиком и ракетном техником. Године 1962. ВСЈ постаје члан Савез за физичку културу Југославије и обнавља сарадњу са Народном техником, а 1971. мења назив у Савез ваздухопловних организација Југославије — СВОЈ. На скупштини 25. јуна 1975. Савез доноси нови Статут и поново мења назив у Ваздухопливни савез Југославије.
Закључно са 1976. у организацијама и институцијама ВСЈ оспособљено је око 7000 моторних милота, 26.000 пилота — једриличара, 20.000 падобранаца и преко 300.000 ваздухопловних и ракетних моделара. Врхунску спортску значку златно Ц са дијамантима освојило је 12 моделара, 15 једриличара и 30 падобранаца. Одржано је 21 првенство у једриличарству и 19 релија моторних пилота.
ВСЈ је ораганизовао I и X Првенство света у падобранству 1950. и 1970. оба на Бледу; 1972 и 1975 у једриличарству у Вршцу, односно Порторожу. Поред овиј ВСЈ је организовао већи број националних, европских и светских такмичења у моделарству и моторном летењу. Сваке друге године одржавао се Јадрански падобрански куп уз учешће екипа из свих делова света. Чланови ВСЈ конструисали су 5 лаких спортских авиона и 20 једрилица од којих су неке пдстављале светски домет.
У 1975 било је регистровано 140 аеро-клубова, 150 моделарских клубова и клубова ваздухопловног подмлатка, 46 летачких школа или центара. Све организације су користиле око 200 авиона, 180 једрилица, 1000 падобрана и 50 спортских аеродрома.
За председнике Ваздухопловног савеза Југославије бирани су: Ладислав Амброжич, Радослав Јовић, Љубиша Ћургус, Ненад Дракулић, Божо Лазаревић, Александар Ашковић, Перо Цар и Душан Влаисављевић.

## Претходник
Претходник ВСЈ је Српски аероклуб основан 22. октобра 1922. у Београду, који 1923. мења назив у Аероклуб Краљевине СХС, а почетком тридесетих година у Краљевски југословенски аероклуб Наша крила. Та организација била је члан Међународне ваздухопловне федерације (ФАИ од свог оснивања. Од 1924—41, Аероклуб издаје свој часопис Наша крила, а од половине тридесетих година и посебан прилог за подмладак — Млада крила.

## Наследник
Наследник Ваздухопловног савеза Југославије је Ваздухопловни савез Србије и Црне Горе (ВС СЦГ) који је настао 2003. године, када је промењено име државе Југославије у Државна заједница Србија и Црна Гора.